# Jessica Tandy
Jessica Tandy, ursprungligen Jessie Alice Tandy, född 7 juni 1909 i Hackney, London, död 11 september 1994 i Easton, Connecticut, var en brittiskfödd amerikansk skådespelare. Tandy medverkade bland annat i filmer som Fåglarna (1963), Cocoon – djupets hemlighet (1985), På väg med miss Daisy (1989) och  Stekta gröna tomater på Whistle Stop Café (1991).

## Biografi
Jessica Tandy gjorde professionell debut i hemlandet som 16-åring och uppträdde i New York första gången vid 21 års ålder. 
Tandy spelade Blanche i uruppsättningen på Broadway 1947 av Tennessee Williams pjäs A Streetcar Named Desire (Linje Lusta), för vilken hon belönades med en Tony. Hon vann ännu en Tony 1974 för sin roll i The Gin Game.
Tandy filmdebuterade redan 1932; hennes filmroller har varit få men minnesvärda. Hon fick sitt verkliga genombrott på ålderns höst – 1990 Oscarbelönades hon för bästa kvinnliga huvudroll för sin roll i filmen På väg med miss Daisy - 80 år gammal var hon den äldsta skådespelaren genom tiderna att vinna en Oscar.

### Privatliv
Åren 1932–1940 var hon gift med den brittiske skådespelaren Jack Hawkins. Hon gifte om sig 1942 med skådespelaren Hume Cronyn; de uppträdde ofta som ett par i pjäser på Broadway och medverkade tillsammans i många filmer.

## Filmografi i urval
- 1932 – The Indiscretions of Eve
- 1944 – Det sjunde korset
- 1945 – Domens dal
- 1946 – De gröna åren
- 1946 – Fåfäng var min dröm
- 1947 – Alltid Amber
- 1948 – En kvinnas hämnd
- 1950 – Det var på Capri
- 1951 – Rommel - ökenräven
- 1956 - Producers' Showcase
- 1956–1958 – Alfred Hitchcock presenterar (TV-serie)
- 1962 – Ung mans äventyr
- 1963 – Fåglarna
- 1982 – Garp och hans värld
- 1982 – Tjejen som inte ville gifta sig
- 1984 – En kvinnas röst
- 1985 – Cocoon – djupets hemlighet
- 1987 – Miraklet på 8:e gatan
- 1988 – Huset på Carroll Street
- 1988 – Cocoon – återkomsten
- 1989 – På väg med miss Daisy
- 1991 – Stekta gröna tomater på Whistle Stop Café
- 1994 – Camilla
- 1994 – Nobody's Fool